# 汇丰冠军赛
汇丰冠军赛（WGC-HSBC Champions）是迄今在中国举行的级别最高、奖金最为丰盛的男子职业高尔夫球赛事。该项赛事由汇丰银行冠名赞助，创办于2005年，得到了歐洲巡迴賽、亞洲巡迴賽、日本巡回賽、澳大利亚PGA巡回赛和南非阳光巡回赛的联合认证。2009年，汇丰冠军赛正式被世界高尔夫锦标赛（World Golf Championship）接纳，并成为PGA巡回赛赛程中的一站。
2005年-2011年，汇丰冠军赛都在上海佘山高爾夫俱樂部举行。2012年，赛事移址广东观澜湖高尔夫球会奥拉沙宝球场举行。
汇丰冠军赛的赛事阵容以“汇集世界各地冠军球手”为特色，赛制为72洞个人比杆赛。2011年赛事总奖金为700万美元，乃亚洲地区奖金第二高高尔夫赛事，仅次于迪拜世界锦标赛。世界头号球手泰格·伍兹于2005、2006、2009和2010年四度参加汇丰冠军赛，提高了这项赛事在全球的影响力。

## 历届冠军

### 世锦赛-PGA巡回赛-汇丰冠军赛
- 2019年  羅伊·麥克羅伊（北愛爾蘭）269（-19）
- 2018年  山大·蕭佛利（美國） 274（-14）
- 2017年  賈斯汀·羅斯（英格蘭） 274（-14）
- 2016年  松山英树（日本） 265（−23）
- 2015年  罗素·诺克斯（苏格兰） 268（−20）
- 2014年  巴巴·沃森（美国） 277（−11）
- 2013年  达斯汀·约翰逊（美国） 264（−24）

### 世锦赛-汇丰冠军赛
- 2012年  伊恩·保尔特（英格兰） 267（−21）
- 2011年  马丁·凯梅尔（德国） 268（-20）3杆 击败弗雷德里克·雅各布森
- 2010年  弗朗切斯科·莫里纳利（意大利） 269（-19）1杆 击败李·维斯特伍德
- 2009年  菲尔·米克尔森（美国） 271（-17）1杆 击败厄尼·埃尔斯

### 汇丰冠军赛
- 2008年  塞爾希奧·加西亞（西班牙） 274（-14）加洞赛 击败奥利弗·威尔逊
- 2007年  菲尔·米克尔森（美国） 278（-10）加洞赛 击败羅斯·費舍、李·维斯特伍德
- 2006年  梁容银（韩国） 274（-14）2杆 击败泰格·伍兹、雷蒂夫·古森
- 2005年  大卫·豪威尔（英格兰） 268（-20）3杆 击败泰格·伍兹